# Yvonne (álbum)
Yvonne es el sexto álbum de la cantante estadounidense Yvonne Elliman, lanzado en 1979 bajo el sello RSO. A diferencia de sus álbumes anteriores, Yvonne tuvo poco éxito en las listas musicales, solo el sencillo "Love Pains" gozó de más popularidad. Después de este trabajo, Yvonne se aleja de los escenarios para dedicarse a su familia y a sus hijos, y después de quince años de silencio regresa a la escena musical con su trabajo Simple Needs.

## Lista de canciones
| N.º | Título                      | Escritor(es)                          | Duración |  |
| 1.  | «Love Pains»                | Michael Price, Dan Walsh, Steve Barri | 3:52     |  |
| 2.  | «Savannah»                  | Matthew Moore, Tom Kosta              | 3:04     |  |
| 3.  | «Cold Wind Across My Heart» | Tom Snow                              | 4:35     |  |
| 4.  | «Greenlight»                | Alan Tarney                           | 3:46     |  |
| 5.  | «Everything Must Change»    | Bernard Ighner                        | 5:40     |  |

### Lado B
| N.º | Título                                        | Escritor(es)                | Duración |  |
| 6.  | «How Long»                                    | Zane Grey, Len Ron Hanks    | 3:45     |  |
| 7.  | «Hit the Road Jack/Sticks and Stones»         | Percy Mayfield/Titus Turner | 3:40     |  |
| 8.  | «Rock Me Slowly»                              | John Phillips               | 3:53     |  |
| 9.  | «I'm Gonna Use What I Got to Get What I Need» | Jimmy Holiday               | 3:15     |  |
| 10. | «Nowhere to Hide»                             | Eric Carmen                 | 3:53     |  |

## Listas

### Álbum
| Lista/País (1979) | Posición más alta |
| ----------------- | ----------------- |
| Billboard 200     | 174               |

### Sencillos

#### "Love Pains"
| Lista (1979)                  | Posición más alta |
| ----------------------------- | ----------------- |
| Billboard Hot 100             | 34                |
| Billboard Adult Contemporary  | 33                |
| Billboard Hot Dance Club Play | 75                |
| Dutch Top 40                  | 22                |